# Auvet-et-la-Chapelotte
Auvet-et-la-Chapelotte är en kommun i departementet Haute-Saône i regionen Bourgogne-Franche-Comté i östra Frankrike. Kommunen ligger i kantonen Autrey-lès-Gray som tillhör arrondissementet Vesoul. År 2022 hade Auvet-et-la-Chapelotte 237 invånare.

## Befolkningsutveckling
Antalet invånare i kommunen Auvet-et-la-Chapelotte
| Referens: INSEE |